# Gérard de Villiers
Pour les articles homonymes, voir De Villiers et Gérard de Villiers (templier).
Gérard de Villiers, né le 8 décembre 1929 à Paris et mort le 31 octobre 2013 dans la même ville, est un écrivain, journaliste et éditeur français. Il est notamment connu pour avoir écrit la série de romans d'espionnage SAS.

## Biographie
Gérard Adam de Villiers est le fils de Jacques Boularan, auteur de théâtre sous le pseudonyme de Jacques Deval, et de Valentine Adam de Villiers (1892-1963). Les Adam de Villiers sont une famille bretonne, établie au début du XVIIe siècle à l'île de La Réunion où elle fait fortune dans la canne à sucre. Gérard de Villiers, né sous le secret, est reconnu trois ans après sa naissance par sa mère qui lui donne son nom, contrairement à son père malgré les procès en recherche de paternité intentés par Valentine. Il ne connaîtra son père qu'à l'âge de 17 ans.
Après son baccalauréat obtenu à Pau, il s'installe à Paris où il prépare Sciences Po mais n'en est pas diplômé comme il le prétend, puis en 1950 fait l'école de journalisme. L'année suivante, il écrit quelques articles pour un nouveau journal d'extrême droite, Rivarol. Il intègre en 1952 l'école d'application de l'arme blindée et cavalerie de Saumur dont il sort sous-lieutenant. Il fait la guerre d'Algérie comme officier. À son retour, il est pigiste pour Minute, Paris-Presse et France-Dimanche. Son culot et son absence de scrupules lui permettent d'obtenir des interviews exclusives. Pour le numéro 934 du 16 juillet 1964 de France-Dimanche, il a rencontré Sheila qui ne pèse alors plus que 45 kilos et qui lui confie qu’elle prend des hormones mâles. De mèche avec le manager de la chanteuse, Claude Carrère, soucieux d'imposer son artiste, il invente une rumeur en titrant : « Sheila risque de devenir un homme ». Puis la une du magazine devient « Sheila est un homme », rumeur qui poursuivra l'artiste pendant des décennies,,.
À la mort de Ian Fleming en août 1964, l'éditeur Philippe Daudy lui propose d'écrire des romans d'espionnage avec un héros récurrent. Gérard de Villiers crée le personnage de Son Altesse Sérénissime le prince Malko Linge, surnommé « SAS ». Cette série connaît un très grand succès populaire (150 millions de livres vendus de 1965 à 2013), assurant 10 % du chiffre d'affaires de Plon dans les années 1970-1980,. Entre 1988 et 1998, la série est publiée par les Éditions Gérard de Villiers, maison d'édition détenue à 50 % par Hachette et 50 % par l'écrivain. Le contrat avec Hachette étant venu à expiration après dix ans, le romancier décide de s'éditer tout seul et de confier la gérance de la SARL Éditions Gérard de Villiers à sa dernière épouse Christine.
Outre cette série, il écrit des livres d'enquête, notamment en 1970 Papillon épinglé où il démystifie le récit prétendument autobiographique d'Henri Charrière Papillon, ou Otages (2005) sur l'enlèvement en Irak des journalistes français Christian Chesnot et Georges Malbrunot. On lui doit aussi des livres de Mémoires : Mes Carnets de grand reporter (1993) et Sabre au clair et pied au plancher (2005).
Politiquement, Gérard de Villiers se décrit comme « résolument à droite, libéral, anticommuniste, anti-islamiste, anticommunautariste, antisocialiste ». Plusieurs de ses proches le décrivent également comme misogyne et raciste.
Le 17 novembre 1981, il est arrêté par la police et emmené devant le substitut du parquet qui lui demande le règlement immédiat d'une somme approchant les trois millions de francs pour dette fiscale, sous menace d'un emprisonnement immédiat (contrainte par corps) en cas de non-règlement. Il appelle alors son éditeur, Plon, qui envoie un coursier avec un chèque de 2 964 497 francs. Gérard de Villiers doit alors au fisc dix-sept millions de francs, pénalités comprises.

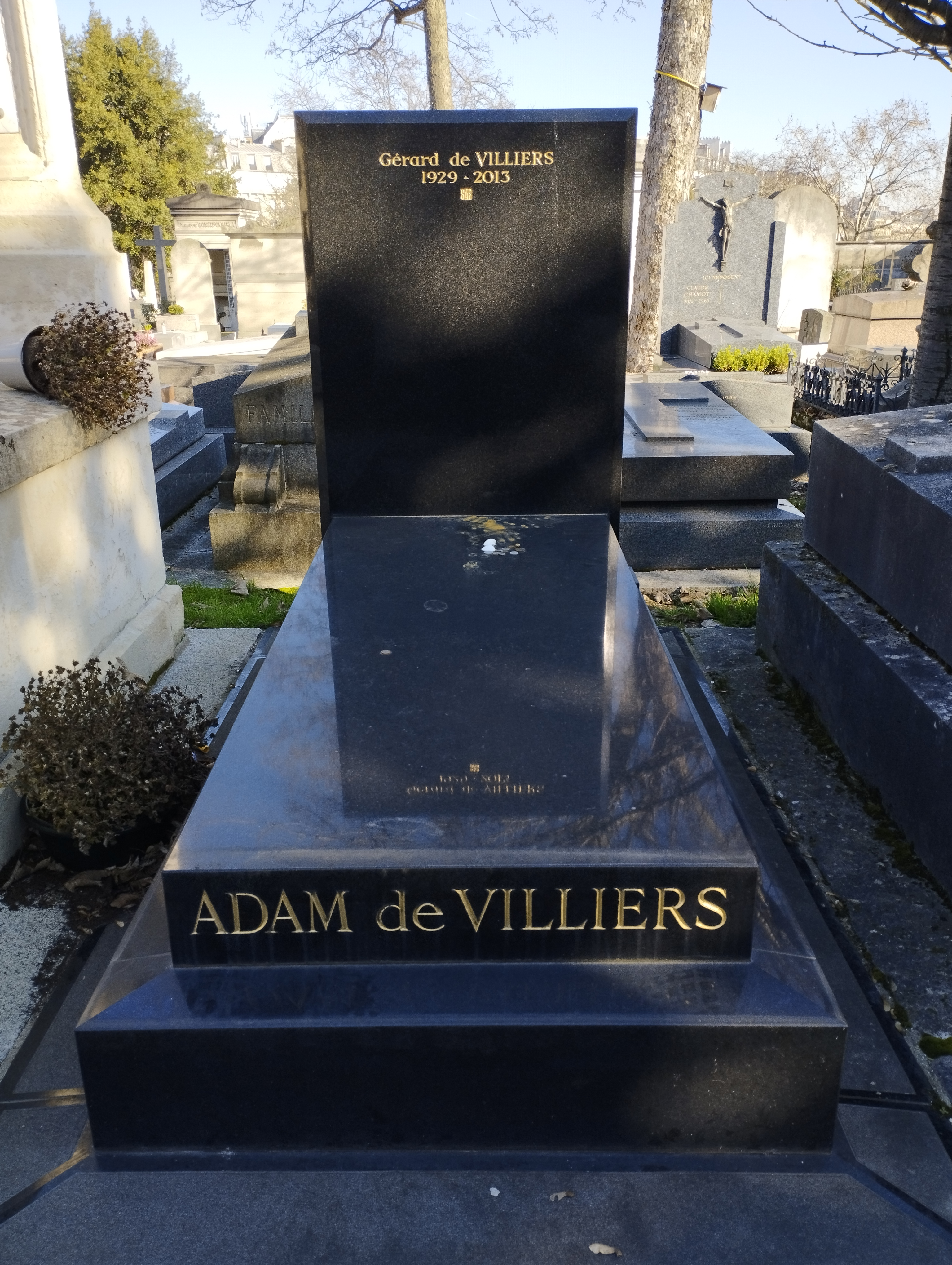
Tombe de Gérard de Villiers au cimetière de Passy (division 10).

Le 30 janvier 2013, Gérard de Villiers, qui est largement ignoré sinon méprisé par la critique littéraire en France, se voit consacrer un long article à la une du New York Times. Dans cet article, l'auteur, journaliste confirmé spécialiste des relations internationales, explique la valeur et la fiabilité étonnantes des informations contenues dans les romans de Gérard de Villiers, au point que de nombreux diplomates lisent ses livres. Selon un agent de la CIA, les romans contiennent « beaucoup d'informations. Il est en contact avec tous les services de sécurité et il en connaît tous les acteurs ». Par l'entremise d'Alexandre de Marenches, il devient au début des années 1970 honorable correspondant du SDECE puis de la DST grâce à son ami le général Philippe Rondot, ce qui lui permet d'être bien informé dans ce domaine.
En août 2013, M, le magazine du Monde lui consacre sa couverture et publie un long article illustré sur l'auteur de SAS en révélant que Gérard de Villiers a travaillé pour le SDECE qui utilisait SAS pour faire de la désinformation.
Atteint d'un cancer du pancréas, épuisé par les chimiothérapies, il meurt, ruiné, à la clinique Bizet (21 rue Georges-Bizet à Paris) le 31 octobre 2013. Des journalistes et des écrivains lui rendent aussitôt hommage comme Renaud Girard, Vladimir Fédorovski, Jean des Cars et Jean-Sébastien Ferjou. Il est inhumé au cimetière de Passy (10e division).

## Œuvre

### Œuvre littéraire

#### SAS

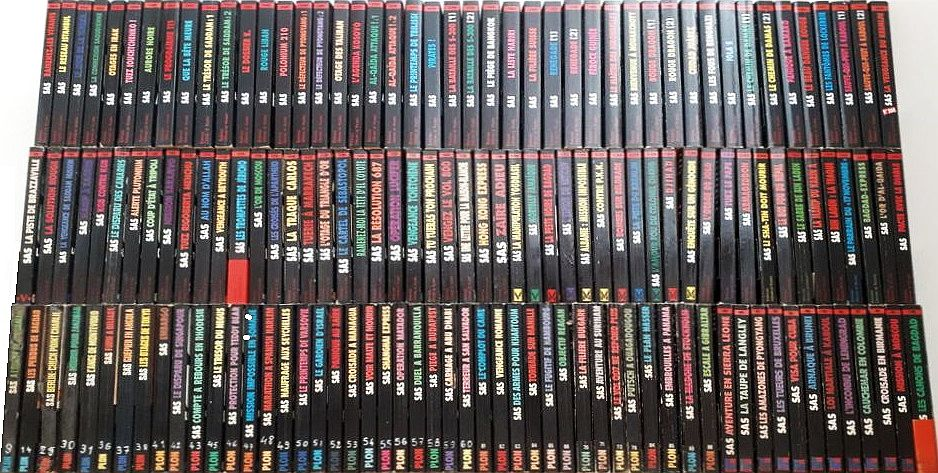
Premiers SAS.

Gérard de Villiers est notamment l'auteur, depuis 1965, des romans d'espionnage SAS qui racontent les aventures du prince autrichien Malko Linge, employé par la CIA. En phase avec l'actualité géopolitique de leur époque (guerres, terrorisme, etc.), les romans se caractérisent par une forte dose de violence et d'érotisme. Dans la série SAS, l'auteur emploie souvent l'expression « Un ange passe », à tel point que certains lui en attribuent la paternité.

Dans son article du New York Times de 2013, Robert F. Worth (en) affirme : 

« Bien que Gérard de Villiers soit pratiquement inconnu aux États-Unis, ses éditeurs estiment que la série SAS s'est vendue à environ 100 millions d'exemplaires dans le monde, ce qui en ferait l'une des séries les plus vendues de l'histoire, comparable aux James Bond de Ian Fleming. SAS remporte sans doute la palme de la longévité des séries de fiction écrites par un seul et même auteur. »

Selon Le Figaro-Magazine, Gérard de Villiers souhaitait que Jean-Christophe Rufin poursuive les aventures de SAS mais l'académicien a décliné la proposition.

#### Ouvrages horsSAS

##### Romans
- La Mort aux chats, Plon, 1963, coll. « Nuit blanche » n° 24, 182 p.
- Les Soucis de Si-Siou, Plon, 1963, coll. « Nuit blanche » n° 37, 184 p.

##### Documents
- Le Visage, Plon, 1962, 222 p.
- Papillon épinglé, Presses de la Cité, 1970, 320 p.
- L'Irrésistible ascension de Mohammad Reza, shah d'Iran, avec la collaboration de Bernard Touchais et Annick de Villiers, Plon, 1975, 412 p.
- La Chine s'éveille, avec la collaboration de Gilbert Maurin, Plon, 1979, 347 p.
- Mes carnets de grand reporter, Filipacchi, 1993, 221 p.
- Otages : la vérité, Fayard, 2005, 186 p.
- Sabre au clair et pied au plancher : Mémoires, Fayard, 2005, 409 p.

### Édition
En tant qu'éditeur, Gérard de Villiers travaille chez Plon et aux Presses de la Cité. Il crée également ses propres marques et maisons d'édition (G. de Villiers, Vaugirard, Le Cercle, Vauvenargues, Sirius).
Il publie ou dirige des collections couvrant de nombreux genres littéraires et narratifs tels que le roman policier, fantastique, érotique, le roman d'espionnage ou de science-fiction. Il s'agit notamment des collections :
- « L'Amour sauvage » de Martin Connors (1984-1987, Plon)
- « Les Anti-gangs » d'Auguste Le Breton puis Georges Pierquin (1977-1992 ; Plon, puis Presses de la Cité, puis Vaugirard)
- « Les Aventures d'Alix Karol » de Patrice Dard (2007-2010, Vauvenargues)
- « L'Aventurier » de Philip Whale (1987-1990 ; Plon, puis Presses de la Cité, puis Vaugirard)
- « L'Aventurier des étoiles » de E. C. Tubb (1986-2000 ; Plon, puis Presses de la Cité, puis Vaugirard, puis Vauvenargues)
- « Bennett » d'Elliot Lewis (en) (1981-1983, Plon)
- « Blade » (ou « Blade, voyageur de l'infini ») (1976-2012 ; Plon, puis Presses de la Cité, puis Vaugirard, puis Vauvenargues) : romans de science-fiction par un collectif d'auteurs sous le pseudonyme de Jeffrey Lord
- « Brigade mondaine » (1975-2012 ; Plon, puis Presses de la Cité, puis Vaugirard, puis Vauvenargues) : romans policiers érotiques par un collectif d'auteurs, dont Philippe Muray[34], sous le pseudonyme de Michel Brice. La série raconte les aventures de Boris Corentin, l'as des as de la Brigade de répression du proxénétisme, et de son fidèle subordonné Aimé Brichot ; Corentin est un don juan, Brichot un bon père de famille
- « Le Celte » de Robert Morcet (1999-2007 ; G. de Villiers, puis Vauvenargues)
- « Le Cercle » (1997-2007 ; Vauvenargues, puis le Cercle)
- « Le Cercle poche » (2000-2012, le Cercle)
- « Le Commissaire Léon » de Nadine Monfils (1999-2002, Vauvenargues)
- « Confessions brûlantes » (1993-1997, G. de Villiers)
- « Le Corse » d'Alexandre Scorcia (1987-1990 ; Plon, puis Presses de la Cité, puis Vaugirard)
- « Destroy » de Serge Brussolo (2007-2008, Vauvenargues)
- « Les Dossiers de Scotland Yard » (1991-2000, G. de Villiers) : romans d'énigme de J.B. Livingstone (pseudonyme de Christian Jacq). Il s'agit de rééditions au format de poche des romans parus en grand format aux éditions du Rocher
- « Les Échappés de l'enfer » de Vuk Kovasevic (2010, Vauvenargues)
- « L'Empire des sectes » de Didier Saint-Aubin (1997-1999, Vauvenargues)
- « Les Érotiques de Gérard de Villiers » (1986-2006 ; Garancière, puis Presses de la Cité, puis Vaugirard, puis G. de Villiers, puis Vauvenagues)
- « Faits divers » (2000-2002, Vauvenargues)
- « Exclusif » (1993-1994, Vaugirard)
- « L'Exécuteur » de Don Pendleton (1974-2013 ; Plon, puis Presses de la Cité, puis Vaugirard, puis Vauvenargues, puis Hunter[35])
- « Les Fantasmes de la comtesse Alexandra » (1985-1992 ; Plon, puis Presses de la Cité, puis Vaugirard) : vingt-sept titres par quatre auteurs successifs, dont Andrea Mrena. Série d'espionnage érotique créée par Gérard de Villiers mettant en scène la fiancée de Malko Linge
- « Fantasmes érotiques » (1988-1991, G. de Villiers)
- « Frissons » (2011-2012, Sirius) : rééditions de classiques de récits de vampires
- « Gore » (1989-1990, Vaugirard) : édition des volumes 105 à 118 de la collection précédemment éditée au Fleuve noir
- « L'Inspecteur Buckingham » (1995-2000 ; G. de Villiers, puis Vauvenargues) : romans d'énigme dans la tradition anglaise signés Margaret Ring (pseudonyme de Philippe de Baleine). Il s'agit de rééditions au format de poche des romans parus en grand format aux éditions du Rocher
- « Intégrale Brussolo » de Serge Brussolo (2004-2007, Vauvenargues)
- « L'Intégrale de Guy des Cars » Guy des Cars (2007-2011, Vauvenargues)
- « L'Implacable » de Richard Sapir et Warren Murphy (1977-2007) ; Plon, puis Presses de la Cité, puis Vaugirard, puis Vauvenargues)
- « JAG » (1985-1995 ; Plon, puis Presses de la Cité, puis Vaugirard) : romans de science-fiction dans un monde post-apocalyptique par un collectif d'auteurs sous le pseudonyme de Zeb Chillicothe
- « Le Justicier » d'Alex Cat (1997-1998, Vauvenargues)
- « Kira B. » de Steven Belly (2012-2013, G. de Villiers)
- « Luis » de Roger Mauge (1981-1983, Plon)
- « Le Marchand de mort » de Joseph Rosenberg (1988-1989, G. de Villiers)
- « Mégapolis » de Frédéric Charpier (1994-1995, Vaugirard)
- « Le Mercenaire » (ou « Hank le mercenaire ») d'Axel Kilgore (1984-2007 ; Plon, puis Presses de la Cité, puis Vaugirard, puis Vauvenargues)
- « Miss Flic » de Vonnick de Rosmadec (1991-1993, Vaugirard)
- « Mission antivices » d'Everett Baker (1993-1994, Vauvenargues)
- « Missions spéciales » (1997-1998, Vauvenargues)
- « Les Mondes fantastiques de Peggy Sue » de Serge Brussolo (2011, Sirius)
- « Murder poche » (2002-2003, Murder Inc.)
- « Nick Carter » (1982-1984, Presses de la Cité)
- « Les Nouveaux érotiques de Gérard de Villiers » (1998-2003, Vauvenargues)
- « Polar U.S.A. » (1988-1991, G. de Villiers) : cinquante-quatre titres (romans noirs américains)
- « Police des mœurs » (1978-2012 ; Presses de la Cité, puis Vaugirard, puis Vauvenargues) : romans policiers érotiques par un collectif d'auteurs sous le pseudonyme de Pierre Lucas
- « Régiopolice » (2011-2012, Sirius)
- « Les Sanguinaires » de Sean McFarrel (2009-2010, Vauvenargues)
- « Serial thriller » de Serge Brussolo (1993-2001, G. de Villiers)
- « Série X » (1998-2007, Vauvenargues)
- « Service action » de Paul Vence (1982-1986, Plon)
- « SF Jimmy Guieu » de Jimmy Guieu (1979-2006 ; Plon, puis Presses de la Cité, puis Vaugirard, puis Vauvenargues)
- « Skal » de Paul Vence (1986-1989 ; Plon, puis Presses de la cité)
- « Soldats de fortune » (1990-1992, G. de Villiers)
- « Le Survivant » de Jerry Ahern (1985-1994 ; Plon, puis Presses de la Cité, puis Vaugirard) : romans de science-fiction dans un monde post-apocalyptique
- « Thriller noir » (1999-2003, Murder Inc.)

Certains volumes portent la mention « Gérard de Villiers présente » en page de couverture.

### Pour le cinéma
- 1980 : Brigade mondaine : Vaudou aux Caraïbes (producteur) réalisé par Philippe Monnier
- 1983 : SAS à San Salvador réalisé par Raoul Coutard (scénariste et producteur) avec Miles O'Keeffe dans le rôle de Malko Linge
- 1991 : SAS : L'Œil de la veuve (Eye of the Widow) (producteur associé) réalisé par Andrew V. McLaglen avec Richard Young dans le rôle de Malko Linge

## Vie privée et patrimoine
Gérard de Villiers s'est marié quatre fois (avec, dans l'ordre chronologique : Olga Vecchione en juin 1957 ; Annick, qui a également écrit des livres ; Marie-Christine Harispuru ; Christine Loncle le 28 octobre 1991,). Il est le père de deux enfants : Michel (avec Olga Vecchione) et Marion (avec Annick de Villiers). Sa dernière compagne est Sylvie Elias, mère de Sarah Marshall, petite-fille de Michèle Morgan. Il est inhumé au cimetière de Passy, à Paris.
En 1965, alors grand reporter à France Dimanche, il gagne 8 500 francs par mois.
En dépit d'une bibliographie riche de plus de 200 titres, et de spéculations sur des centaines de millions de romans vendus de son vivant, Gérard de Villiers serait mort ruiné et endetté. Il vivait largement au-dessus de ses moyens, puisant dans les caisses de ses sociétés et ne payant pas ses impôts. Son duplex (d'environ 400 m2) du 46, avenue Foch a dû être vendu en 2006 pour rembourser des dettes, notamment fiscales. Il a ensuite déménagé au 3, avenue Foch dans un appartement de location. Dès 2006, il passe à la publication de 5 titres de SAS par an au lieu de 4, mesure qu'il prenait avec les séries dont il était éditeur et qui ne se vendaient pas bien[réf. nécessaire]. Son patrimoine comptait également une villa à Saint-Tropez, sur un domaine très recherché de la presqu'île. Cette villa a également été mise en vente après sa mort pour régler des dettes,.
Le numéro 3758 de la Revue des deux Mondes, paru en juillet-août 2014, a pour principal sujet d'étude et de réflexion la série SAS. Elle porte le titre « G. de Villiers : enquête sur un phénomène français ». Un article de Robert F. Worth (en), « Le romancier qui en savait trop », initialement publié dans The New York Times du 30 janvier 2013, indique en pages 40, 41 et 42 de la revue :

« Les livres de Gérard de Villiers ont fait de lui un homme très riche et il habite un hôtel particulier de taille impressionnante avenue Foch, à deux pas de l'Arc de Triomphe. J'y suis allé un jour, cet hiver, et après avoir attendu un peu sur le palier du quatrième étage, une lourde porte de bois s'est ouverte et je me suis retrouvé en face d'un homme à l'air distingué vêtu de tweed marron, au visage long et osseux, et aux yeux bleus. De Villiers se sert d'un déambulateur — résultat d'une dissection aortique deux ans plus tôt — mais se déplace malgré tout avec une surprenante rapidité. Il m'a conduit le long d'un couloir haut de plafond jusqu'à son bureau, qui sert aussi de sanctuaire de virilité vieille école et de pratiques érotiques douteuses. […] Il m'a immédiatement parlé de sa dissection aortique. Il avait failli mourir et avait dû passer trois mois sur un lit d'hôpital. […] De Villiers gagne entre 800 000 euros et un million d'euros par an et passe ses étés dans sa villa de Saint-Tropez : il vadrouille sur son bateau pendant la journée et se rend le soir à des fêtes dans son Austin mini des années quatre-vingt. »

#### Livres
- Benoit Franquebalme, Son Altesse Sérénissime Gérard de Villiers, Place des éditeurs, 2018, 326 p.
- Andrea Mrena, Auteur de romans érotiques : écrivain chez Gérard de Villiers, AGTH books, 2014, 162 p.
- Gérard de Villiers, Sabre au clair et pied au plancher : Mémoires, Fayard, 2005, 409 p.

#### Parties de livres
- (en) David Coward, A History of French Literature : from Chanson de geste to Cinema, John Wiley & Sons, 2008, p. 511-512  (ISBN 978-0-470-75195-4)
- Juliette Raabe, « Villiers Gérard de (né en 1929) », dans Daniel Compère (dir.), Dictionnaire du roman populaire francophone, Nouveau monde éd., 2007, p. 450-451  (ISBN 978-2-84736-269-5)
- (en) Lee Server, « Gérard de Villiers », dans Encyclopedia of Pulp Fiction Writers, Infobase Publishing, 2009, p. 263  (ISBN 9781438109121)

#### Travaux universitaires
- Paul Fustier (dir. Jacques Breton), Efficacité du langage en para-littérature : application de critères de lisibilité à quelques romans de Paul Kenny et Gérard de Villiers, École nationale supérieure des bibliothèques (mémoire de diplôme supérieur de bibliothécaire), 1975, 40 p. [lire en ligne (page consultée le 23 avril 2020)]
- Anne Mercier (dir. Dreyfus), SAS de Gérard de Villiers : un exemple de systématisation dans les méthodes de fabrication en littérature alimentaire, École nationale supérieure des bibliothèques (mémoire), 1972, 27 p.
- Jacqueline Rémy-Hospital (dir. Christiane Moatti), La série de Gérard de Villiers : un cas de littérature populaire (1965-1997), Paris, Université Paris 3 (thèse de Littérature et linguistique françaises et latines), 1999, 2 vol. (468 p.)
- (en) Pauline Blistène, « Sea, sex, and spies: on Gérard de Villiers’ relations with the covert world », Intelligence and National Security,‎ 2023 (DOI 10.1080/02684527.2023.2291874 ).

#### Articles de presse
- Patrick Besson, « Le prince Malkovic », Le Figaro littéraire, n° 17256, 3 février 2000, p. 2
- Christophe Deloire, « Gérard de Villiers : le mercenaire du polar », Le Point, n° 1687, 13 janvier 2005, p. 30
- « Le Parisien condamné à Paris pour avoir diffamé Gérard de Villiers », Agence France-Presse, 28 janvier 2005
- Laurent Valdiguié, « Le grand secret de Gérard de Villiers », Marianne, n° 1223, 21 août 2020, p. 46-47
- Robert F. Worth, « The Spy Novelist Who Knows Too Much », The New York Times Magazine, 30 janvier 2013 [lire en ligne (page consultée le 10 mars 2013)]

#### Documentaires télévisés
- L'Homme en question : Gérard de Villiers, émission réalisée par Pierre-André Boutang, 75 min, diffusée le 10 octobre 1976 sur FR3
- Libye : SAS, un envoyé très spécial, documentaire de Frédéric Tonolli, 42 min, diffusé le 17 novembre 2011 sur Arte
- Mission Kaboul pour Gérard de Villiers, documentaire de Romain Goguelin, 57 min, diffusé le 7 novembre 2013 sur LCP-AN

#### Émissions de radio
- Le Tête-à-tête : Gérard de Villiers, émission animée par Frédéric Taddeï, 44 min, diffusée le 23 mars 2013 sur France Culture [lire en ligne (page consultée le 23 avril 2020)]
- Confidentiel : Gérard de Villiers : un destin dans l'ombre des services secrets, Jean-Alphonse Richard et Marie Bossard, 38 min, diffusée le 19 septembre 2020 sur RTL [lire en ligne (page consultée le 17 février 2021)]